# Annville (Pennsilvània)
Annville és una població dels Estats Units a l'estat de Pennsilvània. Segons el cens del 2000 tenia 4.518 habitants.

## Demografia
Segons el cens del 2000, Annville tenia 4.518 habitants, 1.452 habitatges, i 917 famílies. La densitat de població era de 1.104,1 habitants per quilòmetre quadrat.
Dels 1.452 habitatges en un 27,8% hi vivien nens de menys de 18 anys, en un 51% hi vivien parelles casades, en un 8,3% dones solteres, i en un 36,8% no eren unitats familiars. En el 29,1% dels habitatges hi vivien persones soles l'11,8% de les quals corresponia a persones de 65 anys o més que vivien soles. El nombre mitjà de persones vivint en cada habitatge era de 2,35 i el nombre mitjà de persones que vivien en cada família era de 2,87.
Per edats la població es repartia de la següent manera: un 16,3% tenia menys de 18 anys, un 31,2% entre 18 i 24, un 23,1% entre 25 i 44, un 15,9% de 45 a 60 i un 13,5% 65 anys o més.
L'edat mediana era de 28 anys. Per cada 100 dones de 18 o més anys hi havia 85,3 homes.
La renda mediana per habitatge era de 37.415 $ i la renda mediana per família de 44.737 $. Els homes tenien una renda mediana de 35.057 $ mentre que les dones 23.458 $. La renda per capita de la població era de 16.586 $. Entorn de l'1,5% de les famílies i el 6,3% de la població estaven per davall del llindar de pobresa.

## Poblacions més properes
El següent diagrama mostra les poblacions més properes.